# Zdzisław Augustynek
Zdzisław Augustynek (ur. 25 listopada 1925 w Jordanowie, zm. 29 października 2001 w Warszawie) – polski filozof,  profesor nauk humanistycznych.

## Życiorys
W 1955 r. obronił pracę doktorską pt. Znaczenie filozoficzne szczególnej teorii względności pod kierunkiem Chalila M. Fatalijewa, w 1962 r. uzyskał habilitację za pracę pt. Determinizm fizyczny. W 1971 r. otrzymał tytuł profesora nadzwyczajnego, a w 1977 r. tytuł profesora zwyczajnego.
Pracował w Instytucie Filozofii na Wydziale Filozofii i Socjologii Uniwersytetu Warszawskiego.